# Adrian Hoekstra

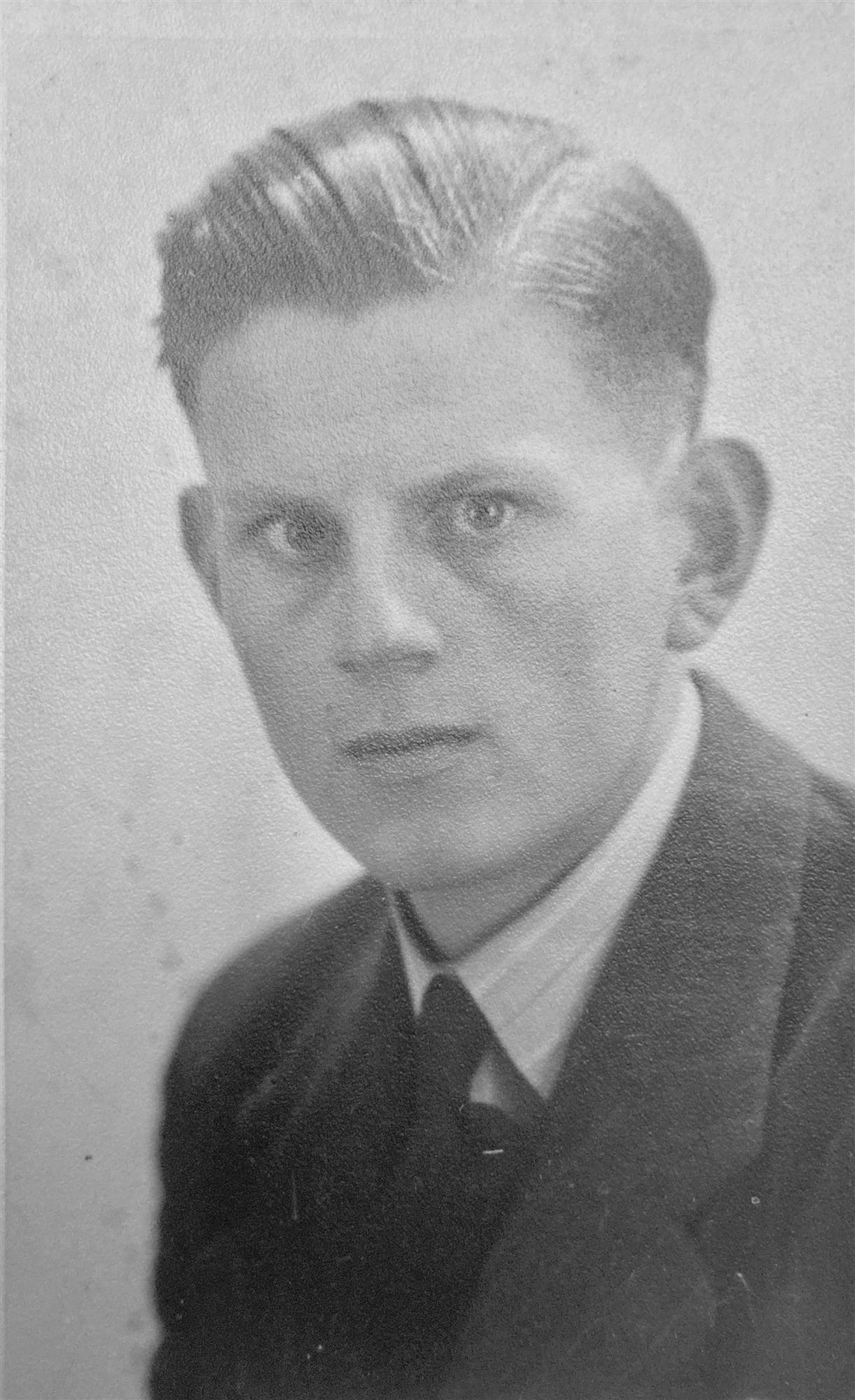
Hoekstra in 1942

Adrianus (Adrian) Johannes Antonius Hoekstra (Oosterhout, 28 augustus 1917 - 7 februari 1998) was lid van het Nederlandse verzet tijdens de Tweede Wereldoorlog.
Hoekstra's betrokkenheid bij het Nederlandse verzet begon in Oosterhout bij de OD (Ordedienst). Later werd dit uitgebreid met het helpen van Joden en andere onderduikers. Ook werd er informatie verstrekt over vliegvelden, spoorlijnen, mijnenproductie en Duitse troepenbewegingen. Deze informatie werd doorgegeven aan de geallieerden in Groot-Brittannië. In maart 1944 werd hij gearresteerd en naar een werkkamp in Duitsland gestuurd. Hij ontsnapte in maart 1945 en keerde terug naar Oosterhout.
In 1945 ontving hij het Mobilisatie-Oorlogskruis. Hoekstra kreeg het Verzetsherdenkingskruis in 1984. In september 2024, zijn verzetsgroep werd geëerd met een monument in Schipperskerk in Limburg.